# Mauensee
Mauensee est une commune suisse du canton de Lucerne, située dans l'arrondissement électoral de Sursee.

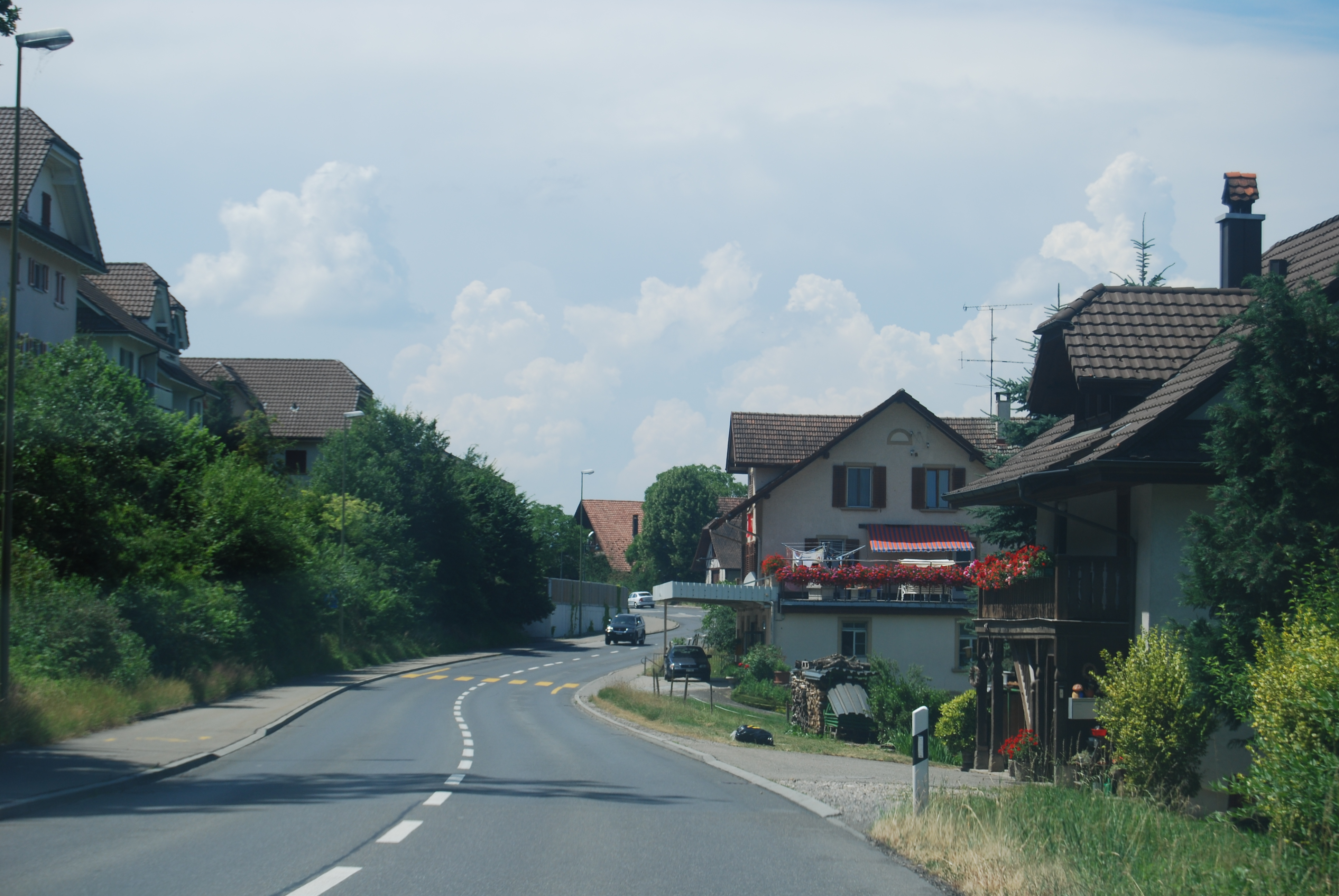
Mauensee.

Vue aérienne (1953)

## Monuments
Le Château de Mauensee, situé sur une île du lac de Mauensee, se trouve sur le territoire de la commune.